# Schöneberg (Pfaffenhausen)

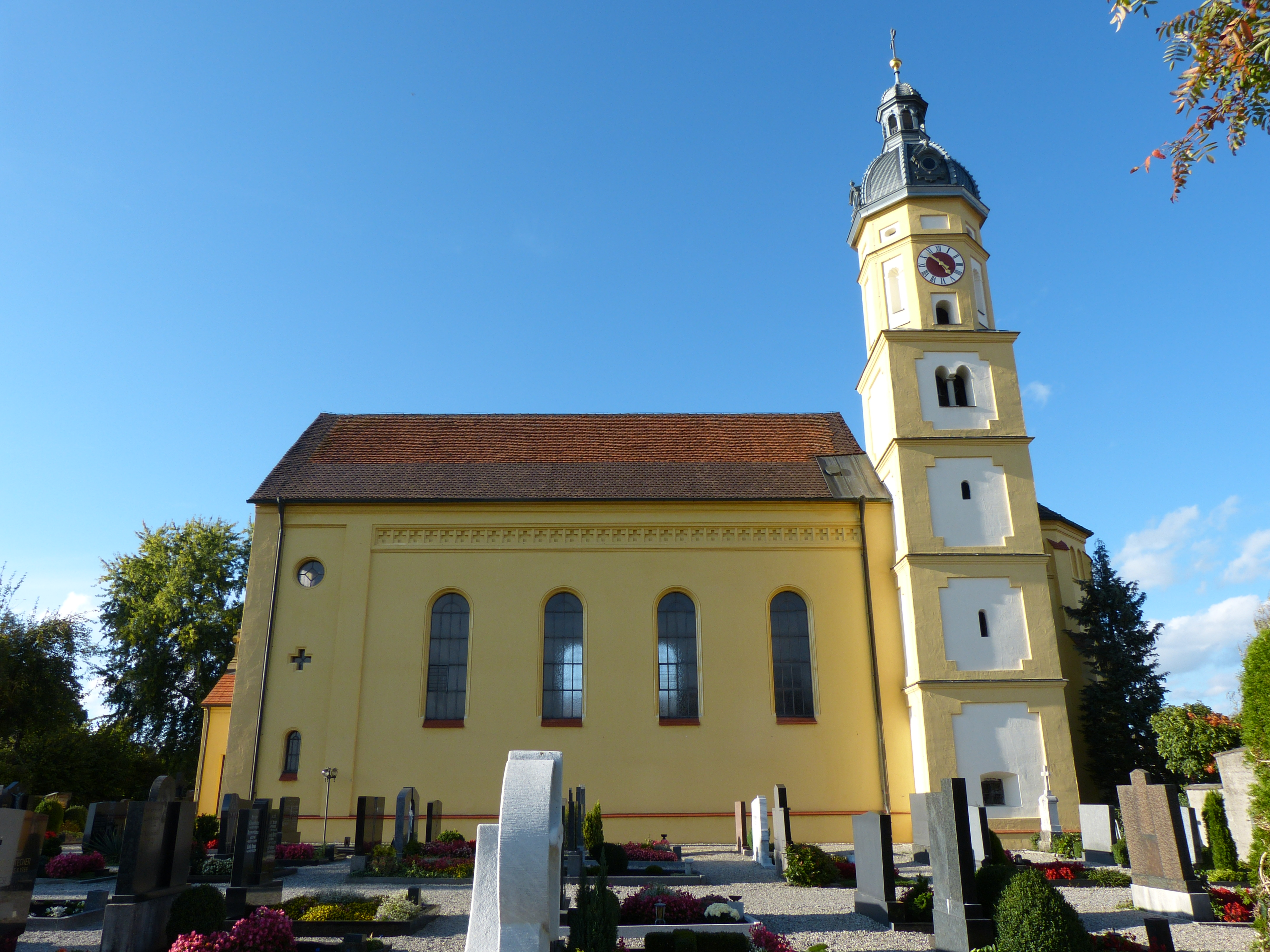
Pfarrkirche St. Nikolaus

Schöneberg ist ein Ortsteil des oberschwäbischen Marktes Pfaffenhausen im Landkreis Unterallgäu.

## Geographie
Das Pfarrdorf Schöneberg liegt etwa zwei Kilometer nördlich von Pfaffenhausen und ist über die B 16 mit dem Hauptort verbunden. Zwischen Pfaffenhausen und Schöneberg liegt das Naturschutzgebiet Pfaffenhauser Moos. Östlich des Ortes fließt die Mindel.

## Geschichte
Der Ort wurde 1120 erstmals als Schönenberck erwähnt. Die Ministerialin Mechthild von Aindling, Ehefrau des bischöflichen Dienstmannes Ulrich von Hausen, stiftete für das Seelenheil ihres Sohnes im zweiten Viertel des 12. Jahrhunderts eine Predigt in Scoenenberch. Im Spätmittelalter galt eine Hufe im Ort als Amtshof des Benediktinerinnenklosters Augsburg. Während des grundherrlichen Hofgerichts musste der Amtshof den Abt mit seinem 13 Pferde starken Gefolge beherbergen und verpflegen. Der Amtshofbezirk Schöneberg umfasste im Jahre 1391 23 Orte. Das einst zur Herrschaft Mindelheim gehörende Dorf, das seit dem zweiten Gemeindeedikt von 1818 selbstständig war, wurde am 1. Mai 1978 im Rahmen der Gebietsreform in den Markt Pfaffenhausen eingemeindet. 1919 wurde Schöneberg an das Stromnetz und 1929 an die Wasserversorgung angeschlossen.

## Gegenwart
Schöneberg ist immer noch landwirtschaftlich geprägt. Es gibt allerdings auch einen großen Metallbaubetrieb. Mittelpunkt der Dorfgemeinschaft ist das „Gemeindehaus“, das aus der ehemaligen Dorfschule entstand. Schöneberg hat einen aktiven und erfolgreichen Sportverein, der eine moderne Sportanlage geschaffen hat und im Unterallgäuer Fußballsport eine besondere Rolle spielt. Eine weitere Besonderheit ist die im Jahre 2003 in Betrieb genommene Feuchtgebietskläranlage, die als größte ihrer Art in ganz Deutschland Modellcharakter hat und aus der Dorfgemeinschaft heraus konzipiert und gebaut wurde.

## Religion
Die Pfarrei Schöneberg war bis 1883 eine Filiale der Pfarrei Pfaffenhausen und wurde dann selbstständig. Als Pfarrkirche dient die St.-Nikolaus-Kirche. Gottesdienste finden auch in der St.-Wendelin-Kapelle aus dem Jahr 1685 statt.